# Hypognatha mirandaribeiroi
Hypognatha mirandaribeiroi är en spindelart som beskrevs av Soares och Camargo 1948. Hypognatha mirandaribeiroi ingår i släktet Hypognatha och familjen hjulspindlar. Inga underarter finns listade i Catalogue of Life.